# رودولف روس
رودولف أدولف فيلهلم روس (بالألمانية: Rudolf Adolf Wilhelm Ross)؛ (22 مارس 1872,هامبورغ - 16 فبراير 1951, هامبورغ). وهو سياسي ألماني وينتمي إلى الحزب الديمقراطي الإجتماعي .شغل منصب عمدة مدينة هامبورغ(1930 - 1931).خدم روس في الجيش الألماني خلال الحرب العالمية الأولى وفي سنة 1923 تزوج رودولف روس من فيردا ني هينخ (1899 - 1975).